# Hugo von Kottwitz

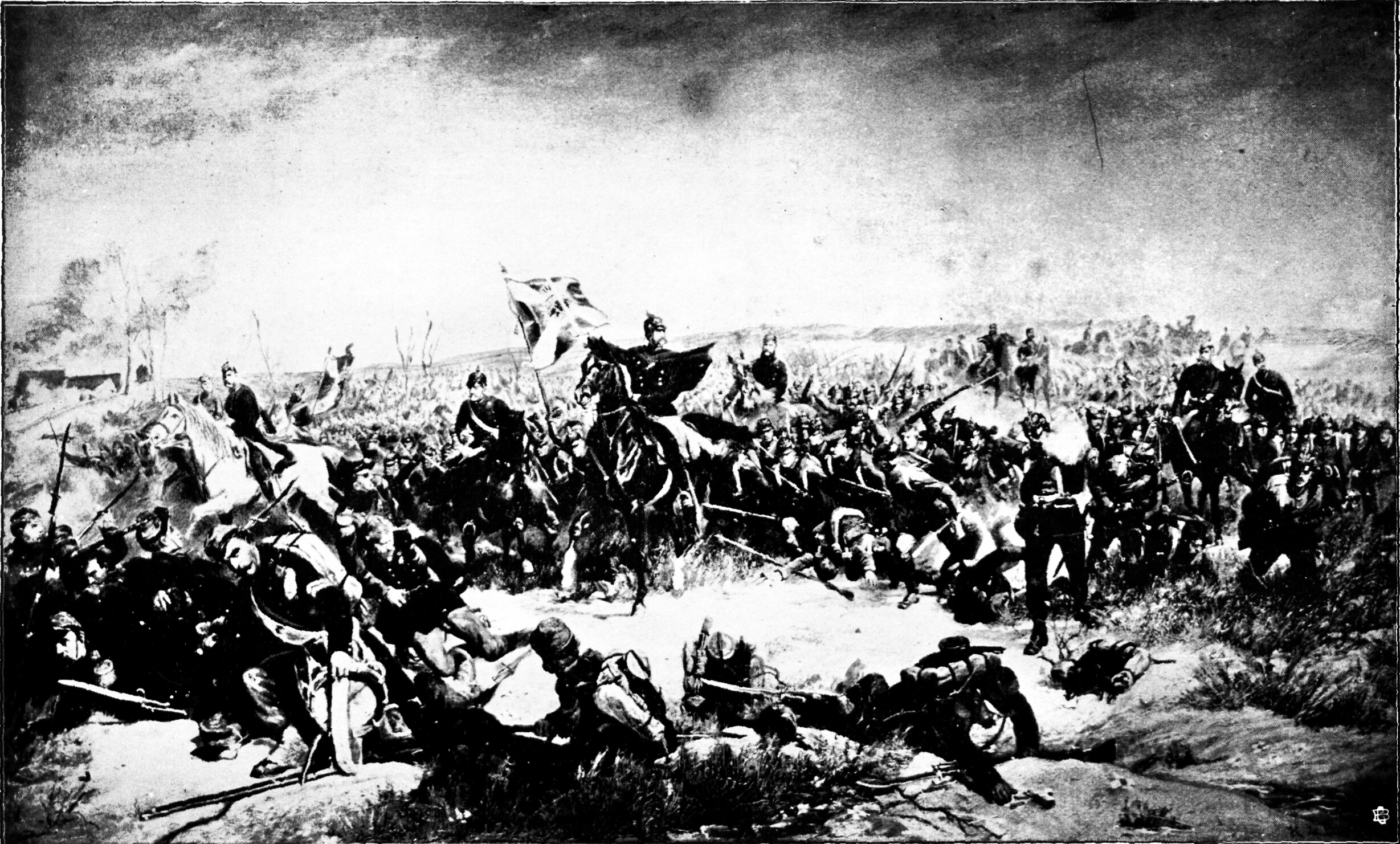
Bataillon de fusiliers à la bataille de Loigny

Hugo Karl Ernst baron von Kottwitz (né le 6 janvier 1815 à Wahlstatt et mort le 13 mai 1897 à Stuttgart) est un général d'infanterie prussien.

## Biographie

### Origine
Il est le fils de Karl Emil Rudolf baron von Kottwitz (de) (1785-1857) et de son épouse Auguste, née von Birckhahn (de) (1791-1863).

### Carrière militaire
Kottwitz rejoint le 11e régiment de grenadiers de l'armée prussienne à Breslau le jour de son 17e anniversaire.  Il reste dans ce régiment jusqu'à ce qu'il soit nommé commandant du 17e régiment d'infanterie en tant que lieutenant-colonel le 3 avril 1866, avant la guerre austro-prussienne. Son régiment appartient à l'armée de l'Elbe et se distingue à la bataille de Sadowa en prenant d'assaut avec succès la forêt de Bor, tenue par les troupes saxonnes. Pour cela, il reçoit l'Ordre de l'Aigle rouge de 3e classe avec des épées.
Pendant toute la durée de la campagne à l'occasion de la guerre contre la France, Kottwitz est nommé commandant de la 33e brigade d'infanterie. Cette dernière comprend les 75e (de) et 76e régiments d'infanterie. La brigade est subordonnée à la 17e division d'infanterie et fait partie du 8e corps d'armée sous le commandement du grand-duc de Mecklembourg-Schwerin. Kottwitz participe aux sièges de Metz, Toul et de Paris. En novembre 1870, il fait partie de l'avancée allemande vers Le Mans. L'attaque réussie de sa brigade sur Loigny et l'affirmation ultérieure de cette position est l'un des facteurs décisifs de la victoire dans la bataille de Loigny et Poupry le 2 décembre 1870. Après la conquête d'Orléans, il participe à la victoire décisive sur l'armée de la Loire au Mans.
Le jour de la bataille de Loigny, le 2 décembre 1870, il se présente le matin devant le bataillon de fusiliers du 76e régiment d'infanterie et l'exhorte à "se souvenir de la bravoure des Hanséatiques!" Le bataillon dirige son attaque vers le nord tandis que les autres bataillons se tournent vers Loigny. Ce choc surprend tellement les Français qu'ils sont dépassés de leur flanc. Ils fuit vers le village de Fougeu et en sont également chassés. Lorsque le 3e bataillon du 76e régiment d'infanterie deviendra plus tard le 2e bataillon du 162e régiment d'infanterie (de), cet événement, et donc le général von Kottwitz qui en fait partie, constitue le mythe identitaire du régiment de Lübeck.
Confirmé dans son poste de commandant de la 33e brigade d'infanterie après la fin de la guerre, Kottwitz est transféré aux officiers de l'armée avec le grade de commandant de division le 13 juillet 1874 et affecté au Wurtemberg. D'abord chargé du commandement de la 26e division d'infanterie à Stuttgart, Kottwitz est nommé commandant le 23 juillet 1874 et, à ce titre, promu lieutenant général le 18 janvier 1875. Le 22 décembre 1877, relevé de son commandement dans le Wurtemberg, il devient finalement commandant de la 1re division d'infanterie à Königsberg, que Kottwitz commande jusqu'au 4 février 1878. Il est ensuite mis à la retraite en étant décoré de l'Ordre de l'Aigle rouge de première classe avec feuilles de chêne et épées.
À l'occasion du 25e anniversaire de la bataille de Loigny et de Poupry, Guillaume II lui décerne le caractère de général d'infanterie le 2 décembre 1895. Kottwitz est chevalier honoraire de l'Ordre de Saint-Jean. Il est enterré dans le cimetière de Prague (de) de Stuttgart.

### Famille
Kottwitz est marié avec Alwine Adelaide Rosalie Charlotte von Eicke (1819-1892) le 26 octobre 1839. Plusieurs enfants sont sortis du mariage :
- Hugo Karl Alfred Eugen (1840-1885), capitaine marié le 26 mai 1869 avec Helene baronne von Kottwitz (née en 1850) de la maison Cossar
- Alfred Kurt Ludwig (né en 1849) marié en 1882 avec Clara Luise Karoline Schnabel (née en 1861)